# 泳枪鱿属
泳枪鱿属（学名：Nectoteuthis），是耳乌贼科下的一个属。该属的惟一种Nectoteuthis pourtalesi是一种海洋底栖蓝鳍鱿鱼，分布于热带西大西洋，特别是佛罗里达州和安的列斯群岛。
这种鱿鱼幔长为11毫米（指的是“到幔背的长度”），总长为24毫米（指的是“到最长无梗臂顶端的长度”）。
该物种的标本是从巴巴多斯附近收集的，现存放在华盛顿特区的国家自然历史博物馆内。